# Powiat Nakatado
Powiat Nakatado (jap. 仲多度郡 Nakatado-gun) – powiat w Japonii, w prefekturze Kagawa. W 2024 roku liczył 45 807 mieszkańców.

## Miejscowości
- Kotohira
- Mannō
- Tadotsu